# Marquesado de los Álamos del Guadalete
El marquesado de Álamos del Guadalete es un título nobiliario español creado por Carlos II de España el 23 de julio de 1685 a favor de José de Lila y Valdés, natural de Sanlúcar de Barrameda. Su nombre se refiere a los álamos de las riberas del río Guadalete, en la provincia de Cádiz (Andalucía).

## Marqueses de los Álamos del Guadalete
|                        | Titular                                  | Periodo                |
| Creación por Carlos II | Creación por Carlos II                   | Creación por Carlos II |
| ---------------------- | ---------------------------------------- | ---------------------- |
| I                      | José de Lila y Valdés                    | 1685-                  |
| II                     | Juan Carlos de Lila y Colarte            |                        |
| III                    | Juan Carlos de Lila y Vint               |                        |
| IV                     | Juan Carlos de Lila y Maraver            | -1777                  |
| V                      | Pedro de Alcántara de Lila y Maraver     | 1777-                  |
| VI                     | Juan Carlos de Lila y Lila               |                        |
| VII                    | Pedro de Alcantara de Lila y Zurita      |                        |
| VIII                   | Juan Carlos de Lila y Zurita             |                        |
| IX                     | Miguel de Goytia y Lila                  | -1919                  |
| X                      | José Ramón de Goytia y Machimbarrena     | 1919-                  |
| XI                     | Miguel de Goytia y Machimbarrena         | 1949-                  |
| XII                    | María del Coro de Goytia y Machimbarrena | -1983                  |
| XIII                   | María de la Asunción Carabaño y Goytia   | 1983-1993              |
| XIV                    | Gema Romero-Valdespino y Goytia          | 1996-actual titular    |

## Historia de los marqueses de los Álamos del Guadalete
- José de Lila y Valdé, I marqués de los Álamos del Guadalete, caballero de la Orden de Calatrava y regidor perpetuo de Cádiz. Se casó con María Jacoba Colarte y Lila. El 30 de mayo de 1690 otorgó poder para testar. Le sucedió su hijo.[2]
- Juan Carlos de Lila y Colarte, II marqués de los Álamos del Guadalete, casado con Margarita Teresa Vint Lila y Ponce de León.[3] Le sucedió su hijo:
- Juan Carlos de Lila y Vint, III marqués de los Álamos del Guadalete, contrajo matrimonio el 5 de diciembre de 1726 con Juana Ventura Maraver Silva y Vega, hermana, entre otros, de Andrés Antonio Maraver de Guevara y Godoy.[3] Les sucedió su hijo:
- Juan Carlos de Lila y Maraver (fallecido el 23 de septiembre de 1777), IV marqués de los Álamos del Guadalete. Se casó con Isabel de Lila Fantoni, sin sucesión.[3] Le sucedió su hermano:
- Pedro de Alcántara de Lila y Maraver, V marqués de los Álamos de Guadalete. Contrajo matrimonio con su sobrina, Josefa de Fantoni.[3] Le sucedió su hijo:
- Juan Carlos de Lila y Lila, VI marqués de los Álamos de Guadalete. Se casó el 29 de mayo de 1816 con Mariana de Zurita y Adorno.[3] Le sucedió su hijo:
- Pedro de Alcántara de Lila y Zurita, VII marqués de los Álamos del Guadalete por real carta del 22 de febrero de 1854.[3] Le sucedió su hermano:
- Juan Carlos de Lila y Zurita, VIII marqués de los Álamos del Guadalete por real carta expedida el 2 de abril de 1881.[3] Le sucedió:
- Miguel de Goytia y Lila, IX marqués de los Álamos del Guadalete (Jerez de la Frontera, 13 de enero de 1854 - Madrid, 23 de febrero de 1919). Contrajo matrimonio el 3 de abril de 1897 con Manuela de Machimbarrena e Iure (fallecida en San Sebastián el 31 de enero de 1969).[4] Le sucedió su hijo:
- José Ramón de Goytia y Machimbarrena (nacido en Jerez de la Frontera el 31 de agosto de 1900), X marqués de los Álamos del Guadalete. Se casó en Madrid el 24 de enero de 1928 con María Mugiiro y Pierrard, sin descendencia.[4] Le sucedió su hermano:
- Miguel de Goytia y Machimbarrena, XI marqués de los Álamos del Guadalete.[5] Se casó con Isabel Sanchíz y de Arróspide, XII condesa de Villaminaya (desde 1950), por cesión en 1943 de su padre, José María Sanchíz y Quesada, XI conde de Villaminaya, XIV marqués del Vasto, III conde de Piedrabuena que había casado con María Isabel de Arróspide y Álvarez III marquesa de Valderas, XXI baronesa de Borriol. Sin descendencia.  Le sucedió su hermana:
- María del Coro de Goytia y Machimbarrena (Jerez de la Frontera, 21 de octubre de 1899 - Madrid, 20 de septiembre de 1983), XII marquesa de los Álamos del Guadalete, casada con Francisco Carabaño Uceda (fallecido el 30 de diciembre de 1973).[4][6] Le sucedió su hija.
- María de la Asunción Carabaño y Goytia (falleció en Madrid el 4 de junio de 1993), XIII marquesa de los Álamos de Guadalete, casada con Enrique Ruiz González, sin sucesión.[4][6]
- Gema Romero-Valdespino y Goytia, XIV marquesa de los Álamos de Guadalete.[7][1]